# De Dion-Bouton Type BT
Der De Dion-Bouton Type BT ist ein Pkw-Modell aus der Anfangszeit des 20. Jahrhunderts. Hersteller war De Dion-Bouton aus Frankreich.

## Beschreibung
Die Zulassung durch die nationale Zulassungsbehörde erfolgte am 12. Dezember 1908. Es gab keinen Vorgänger in dieser Hubraumklasse.
Der Vierzylindermotor hat 100 mm Bohrung, 130 mm Hub und 4084 cm³ Hubraum. Er war damals in Frankreich mit 25 Cheval fiscal (Steuer-PS) eingestuft. Er ist vorne im Fahrgestell montiert und treibt über ein Vierganggetriebe und eine Kardanwelle die Hinterräder an. Der Wasserkühler ist direkt vor dem Motor hinter einem deutlich sichtbaren Kühlergrill. Die Hinterachse ist eine De-Dion-Achse.
Die Basis bildet ein Pressstahlrahmen. Der Radstand beträgt 3070 mm und die Spurweite 1300 mm. Eine Fahrzeuglänge von 4060 mm ist bekannt.
Bekannt sind Aufbauten als Doppelphaeton, Limousine und Landaulet.
Das Modell wurde bis 1909 angeboten. Nachfolger wurde der Type CI, der am 24. Februar 1910 seine Zulassung erhielt.